# Mahudha
Mahudha är en ort i Indien.   Den ligger i distriktet Kheda och delstaten Gujarat, i den västra delen av landet, 800 km sydväst om huvudstaden New Delhi. Mahudha ligger 49 meter över havet och antalet invånare är 16 828.
Terrängen runt Mahudha är mycket platt. Runt Mahudha är det tätbefolkat, med 383 invånare per kvadratkilometer. Närmaste större samhälle är Nadiād, 16,2 km sydväst om Mahudha. Trakten runt Mahudha består till största delen av jordbruksmark.